# Epinephelus octofasciatus
Epinephelus octofasciatus és una espècie de peix de la família dels serrànids i de l'ordre dels perciformes.

## Morfologia
Els mascles poden assolir els 130 cm de longitud total.

## Distribució geogràfica
Es troba des de Somàlia i Sud-àfrica fins al Japó, Austràlia i Nova Zelanda.